# Vittoria (film 1938)
Vittoria (Победа) è un film del 1938 diretto da Michail Doller e Vsevolod Illarionovič Pudovkin.